# Shaymin
Shaymin (シェイミ, Shaymin, Sheimi in de originele Japanse versie) is een egelachtige Pokémon uit Pokémon Diamond & Pearl. Zijn vacht is helemaal wit en in plaats van stekels heeft Shaymin groen gras groeien op zijn rug en ook roze bloemen aan de zijkanten van zijn kop, waardoor hij nog meer op een bloem lijkt. Shaymin verblijft in het Flower Paradise, een groot veld vol met bloemen. Om niet op te vallen voor aanvallers, gebruikt hij zijn eigen soort camouflage; hij rolt zich op waardoor hij net op een bloem lijkt die in het gras staat. Door dit te doen vermengt hij zich met de bloemen rondom hem waardoor hij niet kan worden gezien, zelfs niet als de aanvaller langs hem staat. Hij bezit ook de kracht om giftige stoffen in de lucht op te laten lossen en om het land rondom hem opeens in een bloemenveld te laten veranderen. Er wordt over hem gezegd dat hij de verwoeste grond van Floaroma Town weer in een vruchtbare grond heeft veranderd. Zijn hoofdaanval heet Seed Flare en is een sterke grasaanval; deze aanval kan er ook voor zorgen dat de speciale verdediging van de tegenstander wordt verlaagd.
Net zoals Giratina heeft Shaymin in de nieuwe game Pokémon Platinum een alternatieve vorm genaamd de Sky Forme. Deze Sky Forme is groter dan Shaymin en is een Gras/Vlieg-type. Hij komt ook voor in de elfde film. In Pokémon Platinum kan hij van vorm veranderen als je hem een Gradecia Flower laat vasthouden.

## Ruilkaartenspel
Er bestaan vier standaard Shayminkaarten, één Icy Sky's Shayminkaart (enkel in Japan) en twee Shaymin LV.X-kaarten. Al deze kaarten hebben het type Grass als element.